# My Worlds: The Collection
My Worlds: The Collection (укр. Мої світи: Колекція) — перший компіляційний альбом канадського співака і автора пісень Джастіна Бібера. Як міжнародна альтернатива ексклюзивній компіляції Бібера My Worlds Acoustic (2010), яку можна було придбати виключно у Walmart та Sam's Club, My Worlds: The Collection вийшла у багатьох європейських країнах 19 листопада 2010 року. Альбом складається з двох дисків; перший — трохи змінена версія My Worlds Acoustic, а другий — My Worlds, сама компіляція, що складається з дебютного мініальбом My World (2009) та його першого студійного альбому My World 2.0 (2010). Крім того, до збірки увійшла нова пісня, надихаюча балада під назвою «Pray» (яка стала єдиним синглом збірки), акустична версія пісні Бібера і Джейдена Сміта «Never Say Never» та ремікс його синглу «Somebody to Love». Нові версії пісень були спродюсовані музичним директором Бібера Деном Кантером, його вокальним продюсером Куком Гарреллом, а також продюсером звукозапису Робом Веллсом. У той час як більшість професійних оглядачів дали схвальні відгуки про збірку, деякі вважали, що його випуск був зайвим. Альбом увійшов до чартів Європи, досягнувши верхньої частини хіт-парадів.

## Створення
До першого диску увійшли пісні з My Worlds Acoustic, в який увійшли акустичні версії пісень з дебютного мініальбому Бібера My World та його першого студійного альбому My World 2.0. Бібер у коментарі MTV News розповів, що він хотів записати акустичні пісні для «ненависників», які кажуть, що він не вміє співати, і говорять, що його голос вирівняно автотюном, і що його метою було зробити його справді м'яким і таким, щоб було чутно його голос. Співак розказав, що хотів зробити акустичну збірку, тому що продюсування іноді «приглушує голос» і «забирає його синтезаторами». Окрім акустичних треків, перший диск також включає ремікс «Somebody to Love» за участю Ашера та J-Stax, версію сингла «Never Say Never» за участю Джейдена Сміта, а також нову пісню, натхненну баладу під назвою «Pray». Другий диск містить пісні, які були увійшли до My Worlds — поєднання My World і My World 2.0, який вийшов замість або разом із My World 2.0 у деяких країнах.
За словами Бібера, трек «Pray» — це подарунок його шанувальникам. Аранжування пісні зроблене таким чином, щоб показати якою була музика Бібера до того як він став відомим, а також включає інструменти з струнного квартету, конги і барабани кайона, які демонструють світових подорожі Бібера, зокрема до Африки. В інтерв'ю радіошоу Раяна Сікреста Бібер Бібер розповів про початкове написання пісні, сказавши, що на пісню вплинула творчість Майкла Джексона, і він думав про пісню Джексона «Man in the Mirror» під час написання пісні. Вокал Бібера у пісні звучить у нижній тональності порівняно з попередніми синглами. Бібер грає на гітарі на акустичних версіях пісень разом зі своїм гітаристом та музичним директором Деном Кантером. Акустичні версії пісень продюсували Кантер, вокальний продюсер Бібера Кук Гаррелл, а також продюсер Роб Веллс.
Альбом вийшов 19 листопада 2010 року. «Pray» вийшов як перший і єдиний сингл альбому у окремих країнах 3 грудня 2010 року. Збірка посіла шістдесят третю сходинку чарту Австрії, п'ятдесят першу чарту Німеччини, а також увійшов до бельгійського чарту Tip.

## Відгуки критиків
Компіляція отримала неоднозначні відгуки критиків. Енді Келман з AllMusic дав альбому чотири зірки з п'яти. Хоча Люсі Джонс з Дейлі телеграфа заявила, що альбом здається чимось іншим, ніж тим щоб «отримати вигоду», вона назвала співпрацю «ідеально відшліфованою», і дала альбому чотири зірки з п'яти. Герміона Хобі з Гардіану сказала, що «передарювання» після його останніх двох релізів видається непотрібним, але зазначила, що «мільярд або близько до того Біліберів» не почували б себе «чудово».

## Комерційна успішність
Через обмежений реліз у європейських країнах, альбом мав змогу потрапити у чарти лише окремих країн. У данському чарті Hitlisten My Worlds: The Collection дебютував двадцять шостій сходинці. За шість тижнів, 4 січня 2011 року, альбом піднявся до тринадцятої позиції і загалом протримався п'ятнадцять тижнів у чарті. My Worlds: The Collection дебютував на сорок п'ятому місці шведського чарту Swedish Albums Chart, а за шість тижнів досяг тридцятої сходинки. У голландському чарті Dutch Albums Chart альбом дебютував на сорок першій сходинці, а наступного тижня піднявся до двадцять шостого місця. Всього у чарті він протримався шістнадцять тижнів.
У фінському чарті Finnish Albums Chart альбом дебютував на сорок дев'ятій сходинці, а наступний тиждень полишив чарт. Однак тиждень 1 січня 2011 року альбом знову увійшов до чарту під номером сорок сьомим номером, а наступного тижня піднявся до тридцять шостої сходинки. Альбом дебютував у грецькому чарті Greek Albums Chart і досяг сорок третьої сходинки за тиждень перебування у чарті.

## Треклист
| Диск 1 | Диск 1                                                          | Диск 1                                                                      | Диск 1                                  | Диск 1     |
| #      | Назва                                                           | Автор                                                                       | Продюсер(и)                             | Тривалість |
| ------ | --------------------------------------------------------------- | --------------------------------------------------------------------------- | --------------------------------------- | ---------- |
| 1.     | «One Time» (акустична версія)                                   | Крістофер Стюарт, Теріус Неш, Джеймс Бантон, Коррон Коул, Табісо Херенія    | Ден Кантер, Роб Веллс, Кук Гаррелл      | 3:06       |
| 2.     | «Baby» (акустична версія)                                       | Джастін Бібер, Стюарт, Неш, Крістіна Міліан, Крістофер Бріджес              | Кантер, Веллс, Гаррелл                  | 3:35       |
| 3.     | «One Less Lonely Girl» (акустична версія)                       | Ізекіль Льюїс, Байлева Мухамед, Шон П. Гамільтон, Хек Шин, Ашер Реймонд IV  | Кантер, Веллс, Гаррелл                  | 3:57       |
| 4.     | «Down to Earth» (акустична версія)                              | Бібер, Кевін Рісто, Вейнн Ньюджент, Мейсон Леві, Карлос Бетті, Стівен Бетті | Кантер, Веллс, Гаррелл                  | 4:03       |
| 5.     | «U Smile» (акустична версія)                                    | Бібер, Джеррі Дюплессі, Арден Алтіно, Ден Август Ріго                       | Кантер, Веллс, Гаррелл                  | 3:16       |
| 6.     | «Stuck in the Moment» (акустична версія)                        | Бібер, Ріго, Джонатан Іп, Рей Ромулус, Джеремі Рівз                         | Кантер, Веллс, Гаррелл                  | 3:18       |
| 7.     | «Favorite Girl» (концертний запис)                              | Анте Бірчетт, Анеша Бірчетт, Дернст Еміль II, Деліша Томас                  | Кантер, Веллс, Гаррелл                  | 5:09       |
| 8.     | «That Should Be Me» (акустична версія)                          | Бібер, Адам Мессінгер, Насрі Атве, Люк Бойд                                 | Кантер, Веллс, Гаррелл                  | 4:09       |
| 9.     | «Never Say Never» (акустична версія) (за участю Джейдена Сміта) | Бібер, Джейден Сміт, Мессінгер, Атве, Гаррелл, Омарр Рамбер                 | Кантер, Веллс, Гаррелл                  | 3:43       |
| 10.    | «Pray»                                                          | Бібер, Атве, Мессінгер, Омар Мартінес                                       | Кантер, Веллс, Гаррелл                  | 3:34       |
| 11.    | «Somebody to Love» (за участю Ашера)                            | Бібер, Рівз, Ромулус, Іп, Брайт                                             | Stereotypes                             | 3:44       |
| 12.    | «Never Say Never» (за участю Джейдена Сміта)                    | Бібер, Сміт, Мессінгер, Атве, Гаррелл, Рамбер                               | The Messengers, Гаррелл, Рамбер (вокал) | 3:49       |
| 13.    | «Somebody to Love» (Ремікс J-Stax)                              | Бібер, Рівз, Ромулус, Іп, Брайт                                             | Stereotypes, J-Stax                     | 3:34       |

| Диск 2 – My Worlds | Диск 2 – My Worlds                        | Диск 2 – My Worlds | Диск 2 – My Worlds                                          | Диск 2 – My Worlds |
| #                  | Назва                                     | Автор | Продюсер(и)                                                 | Тривалість         |
| ------------------ | ----------------------------------------- | --- | ----------------------------------------------------------- | ------------------ |
| 1.                 | «One Time»                                | Стюарт, Неш, Бантон, Коул, Херенія                                                                                     | JB & Corron, Стюарт, Гаррелл (вок.)                         | 3:35               |
| 2.                 | «Favorite Girl»                           | Бірчетт, Бірчетт, Еміль II, Томас                                                                                      | D'Mile, Гаррелл (вок.)                                      | 4:16               |
| 3.                 | «Down to Earth»                           | Бібер, Рісто, Ньюджент, Леві, К. Бетті, С. Бетті                                                                       | Dirty Swift, Брюс Вейнн, Гаррелл (вок.)                     | 4:05               |
| 4.                 | «Bigger»                                  | Бібер, Рісто, Ньюджент, Дапо Торіміро, Lonny Breaux                                                                    | Swift, Вейнн, Торіміро, Гаррелл (вок.)                      | 3:17               |
| 5.                 | «One Less Lonely Girl»                    | Льюїс, Мухамед, Гамільтон, Шин, Реймонд IV                                                                             | Льюїс, Мухамед, Гамільтон, Шин, Гаррелл (вок.)              | 3:49               |
| 6.                 | «First Dance» (за участю Ашера)           | Бібер, Реймонд IV, Джессі «Corparal» Вілсон, Раян Ловетт, Двайт Рейнольдс, Александр «Prettyboifresh» Парм (молодший). | Prettyboifresh, Гаррелл (вок.)                              | 3:42               |
| 7.                 | «Love Me»                                 | Пітер Свенссон, Ніна Перссон                                                                                           | DJ Frank E, Білл Маліна (вок.)                              | 3:13               |
| 8.                 | «Common Denominator»                      | Бібер, Лашанда «Babygirl» Карр                                                                                         | Карр, Гаррелл (вок.)                                        | 4:10               |
| 9.                 | «Baby» (за участю Ludacris)               | Бібер, Неш, Стюарт, Міліан, Бріджес                                                                                    | The-Dream, Стюарт, Гаррелл (вок.)                           | 3:33               |
| 10.                | «Somebody to Love»                        | Бібер, Рівз, Ромулус, Іп, Брайт                                                                                        | Stereotypes, Гаррелл (вок.)                                 | 3:40               |
| 11.                | «Stuck in the Moment»                     | Бібер, Рівз, Ромулус, Іп, Ріго                                                                                         | Stereotypes, Гаррелл (вок.)                                 | 3:42               |
| 12.                | «U Smile»                                 | Бібер, Дюплессі, Алтіно, Ріго                                                                                          | Дюплессі, Алтіно, Гаррелл (вок.)                            | 3:16               |
| 13.                | «Runaway Love»                            | Бібер, Мельвін Гаф II, Рівеліно Вутер, Тімоті Томас, Терон Томас                                                       | Mel & Mus, Гаррелл (вок.)                                   | 3:32               |
| 14.                | «Never Let You Go»                        | Бібер, Джонта Остін, Браян Майкл Кокс                                                                                  | Кокс                                                        | 4:24               |
| 15.                | «Overboard» (за участю Джессіки Джаррелл) | Бібер, Рісто, Ньюджент, Торіміро, Адоніс Шропшир                                                                       | Swift, Вейнн, Торіміро, Гаррелл (вок.)                      | 4:11               |
| 16.                | «Eenie Meenie» (разом з Шоном Кінгстоном) | Бібер, К. Бетті, С. Бетті, Кішон Андерсон                                                                              | Бенні Бланко, Гаррелл (вок.), Стів «Ill Rock» Сіраво (вок.) | 3:22               |
| 17.                | «Up»                                      | Бібер, Мессінгер, Атве                                                                                                 | The Messengers, Гаррелл (вок.)                              | 3:54               |
| 18.                | «That Should Be Me»                       | Бібер, Мессінгер, Атве, Люк Бойд                                                                                       | The Messengers, Гаррелл (вок.)                              | 3:54               |

| Бонусні треки японського видання | Бонусні треки японського видання | Бонусні треки японського видання                                                      | Бонусні треки японського видання                                                            | Бонусні треки японського видання |
| #                                | Назва                            | Автор                                                                                 | Продюсер(и)                                                                                 | Тривалість                       |
| -------------------------------- | -------------------------------- | ------------------------------------------------------------------------------------- | ------------------------------------------------------------------------------------------- | -------------------------------- |
| 19.                              | «Kiss and Tell»                  | Ендрю Гарр, Джермейн Джексон, Ріго, Ендрю Девідсон, Шон Девідсон, Карлін Рамзі, Бібер | The Runners, The Monarch (co.)                                                              | 3:47                             |
| 20.                              | «Where Are You Now?»             | Бібер                                                                                 | Кокс, Бібер, "Мама Ян" Сміт; оригінальне продюсування «Мама Ян» Сміт, Демонд Міккенс, Бібер | 4:27                             |

Пояснення до треклиста
- «Love Me» містить інтерполяцію синглу «Lovefool[en]» (1996), шведського гурту The Cardigans.[14]

## Автори
Інформацію про авторів та продюсерів отримано з буклету My Worlds: The Collection.
| Автори - Джастін Бібер – вокал - The Jackie Boyz – беквокал - Тейлор Грейвс – беквокал - Бонні МакКі – беквокал - Двайт Рейнольдс – клавішні - Фредерік Йоннет — гармонія | Продакшн - Антоніо "Ел-Ей" Рід – виконавчий продюсер - Арден Алтіно – продюсер - Насрі Атве – продюсер - Воррен Бабсон — інженер - Метт Беклі — монтаж - Бенні Бланко – продюсер - Скутер Браун – виконавчий продюсер - Джеймс Бантон – продюсер - Лашанда «Babygirl» Карр – продюсер - Коррон Коул – продюсер - Браян Майкл Кокс – продюсер - Том Койн – mastering - Джеррі Дюплессі – продюсер - Дернст Еміль II – продюсер - Блейк Айземан – звукозапис - Джейсен Джошуа-Фаулер зведення - Джастін Франкс – продюсер - Сербан Генеа – зведення - Крісті Голл – асистент продюсювання - Шон Гамільтон – продюсер - Кук Гаррелл – вокальний продюсер, продюсер - Крістофер Гікс – продюсер - Мелвін Гауф – продюсер - Ден Кантер – продюсер - Філіп Лана (молодший) – інженер - Ерік Мадрид – асистент зведення - Глен Маркезе – зведення - Менні Маррокін – зведення - Ізекіль Льюїс – продюсер - Джанкарло Ліно – асистент зведення - Адам Мессінгер – продюсер - Балева Мухаммад – продюсер - Теріус Неш – продюсер - Луїс Наварро — асистент інженера - Вейнн Ньюджент – продюсер - Дейв Пенсадо – зведення - Джеремі Рівз – продюсер - Кевін Рісто – продюсер - Рей Ромулус – продюсер - Кріс «Tek» О'Рян – інженер продюсювання - Грег Оган – інженер - Крістіан Плата – асистент зведення - Кевін Портер – асистент звукозапису - Келлі Шіен – інженер - Х'юк Шин – продюсер - Трікі Стюарт – продюсер - Браян «B-Luv» Томас – інженер - Сем Томас – інженер - Пет Тралл – інженер - Дапо Торіміро – продюсер - Серхіо «Sergical» Цай – інженер - Роб Веллс – продюсер - Ендрю Вупер — інженер - Джонатан Іп – продюсер |

## Чарти та сертифікації
| \| Чарт (2010) \| Найвища позиція \| \| ------------------------ \| --------------- \| \| Danish Albums Chart[12] \| 12 \| \| Dutch Albums Chart[12] \| 26 \| \| Finnish Albums Chart[12] \| 36 \| \| Greek Albums Chart[12] \| 43 \| \| Italian Albums Chart[12] \| 27 \| \| Swedish Albums Chart[12] \| 27 \| |                 |
| Чарт (2010) | Найвища позиція |
| Danish Albums Chart | 12              |
| Dutch Albums Chart | 26              |
| Finnish Albums Chart | 36              |
| Greek Albums Chart | 43              |
| Italian Albums Chart | 27              |
| Swedish Albums Chart | 27              |

## Сертифікації
| Регіон                                                                                          | Сертифікація  | Продажі |
| ----------------------------------------------------------------------------------------------- | ------------- | ------- |
| Данія (IFPI Denmark)                                                                            | 2× Платиновий | 60 000^ |
| Італія (FIMI)                                                                                   | Золотий       | 30 000* |
| Іспанія (PROMUSICAE)                                                                            | Платиновий    | 60 000^ |
| *продажі, що базуються лише на сертифікаціях ^відвантаження, що базуються лише на сертифікаціях |               |         |